# 타이바질

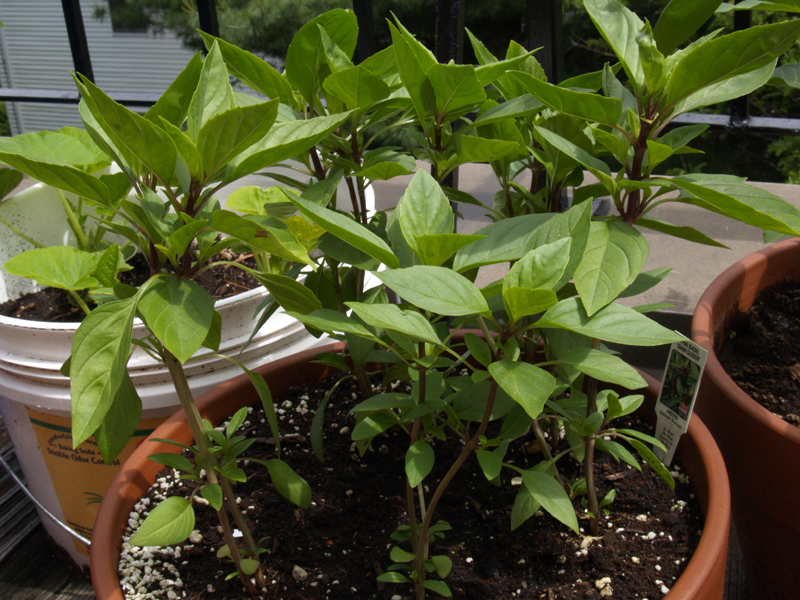
타이바질

타이바질(영어: Thai basil, 태국어: โหระพา 호라파[*]; 베트남어: húng quế 훙꾸에[*])은 바질(Ocimum basilicum)의 일종으로 동남아시아가 원산지이다. 태국, 베트남, 라오스, 캄보디아에서 향신료로 널리 사용되고 있다.

## 같이 보기
- 바질